# Typ 97 Chi-Ni
Typ 97 Chi-Ni – japoński czołg średni skonstruowany w okresie międzywojennym. Nieprodukowany seryjnie.
W połowie lat 30. XX wieku japońskie dowództwo zdecydowało unowocześnić sprzęt pancerny. W 1936 roku arsenał w Osace przedstawił prototypowy czołg Typ 97 Chi-Ni, a koncern Mitsubischi prototyp czołgu Typ 97 Chi-Ha. Początkowo większe szanse na wprowadzenie do uzbrojenia miał lżejszy (ważący 9800 kg) czołg z Osaki, ale doświadczenia armii japońskiej z walk w Chinach i informacje o doświadczeniach armii uczestniczących w hiszpańskiej wojnie domowej sprawiły, że do uzbrojenia wprowadzono piętnastotonowy wóz firmy Mitsubishi.